# Keszthelyi István
Keszthelyi István (1914 – Dunakeszi, 1994) Magyar Derby-győztes zsoké.
1926-ban került Alagra Pejácsevich Albert mellé tanulóként lovásznak. 1929-ben Káposztásmegyeren lovagolta élete első versenyét, ahol harmadik lett. 1930 és 1938 között kisebb-nagyobb futamokon indult, majd 1938-ban aratta első komolyabb sikereit, többek között megnyerte a Káposztásmegyeri díjat és a Bérczi Károly-emlékversenyt is. Ezután felfelé ívelt pályafutása, 1939-ben Budapesti díjat, 1941-ben Széchenyi István-emlékversenyt, 1942-ben Magyar Derbyt nyert. Később még három alkalommal nyerte meg a Derbyt: 1947-ben, 1952-ben és 1957-ben. 1956-ban Prágában Kelet-európai Kupát nyert. 1963-ban 49 éves korában a Budapesti díj elnyerésével fejezte be zsoképályafutását, amelynek során 5000 versenyen indult, és közel 500 alkalommal győzött.
1964-től az alagi telepen dolgozott idomárként, ahol szintén jelentős sikereket ért el. Muskátli nevű lova 1968-ban Magyar Kanca díjat nyert, Seebirk pedig ugyanabban az évben elhódította a magyar és az osztrák derbyt is. 
Két sampionzsoké is kikerült a kezei közül: Szentgyörgyi István és Breska József.
Emlékére rendezik minden év júliusában a Keszthely István-emlékversenyt.